# Groupe hyperbolique
En théorie géométrique des groupes — une branche des mathématiques — un groupe hyperbolique, ou groupe à courbure négative, est un groupe de type fini muni d'une métrique des mots vérifiant certaines propriétés caractéristiques de la géométrie hyperbolique. Cette notion a été introduite et développée par Mikhaïl Gromov au début des années 1980. Il avait remarqué que beaucoup de résultats de Max Dehn concernant le groupe fondamental d'une surface de Riemann hyperbolique ne reposaient pas sur le fait qu'elle soit de dimension 2 ni même que ce soit une variété, mais restaient vrais dans un contexte beaucoup plus général. Dans un article de 1987 qui eut beaucoup de répercussions, Gromov proposa un vaste programme de recherche. Les idées et les ingrédients de base de la théorie viennent aussi du travail de George Mostow, William Thurston, James W. Cannon (en), Eliyahu Rips et bien d'autres.

## Définitions
Il y a plusieurs manières de définir les groupes hyperboliques. Beaucoup d'entre elles utilisent le graphe de Cayley du groupe et définissent d'abord, pour toute constante δ > 0, une notion de groupe δ-hyperbolique ; un groupe hyperbolique est alors défini comme un groupe qui est δ-hyperbolique pour un certain δ. On passe d'une définition à l'autre en changeant si nécessaire la valeur de δ, mais les diverses définitions de groupe hyperbolique sont équivalentes.
Soient G un groupe engendré par un ensemble fini S et T son graphe de Cayley relativement à S. On munit T d'une distance géodésique pour laquelle chaque arête est isométrique à l'intervalle réel unité. Le groupe G agit naturellement sur T par isométries et de façon simplement transitive sur les sommets.

La première approche de l'hyperbolicité est basée sur la notion de triangle fin et est généralement attribuée à Rips. Dans tout espace métrique, un chemin d'un point x à un point y de longueur minimum est appelé segment géodésique et noté [x,y] ; un triangle géodésique est constitué de trois points x, y, z — ses sommets — et de trois segments géodésiques [x,y], [y,z] et [z,x] — ses côtés. Il est dit δ-fin, pour un certain δ > 0 fixé, si chacun de ses côtés est contenu dans un δ-voisinage des deux autres :
Un espace métrique est dit δ-hyperbolique (en) si tous ses triangles géodésiques sont δ-fins.
Le groupe G est dit δ-hyperbolique si son graphe de Cayley est un espace δ-hyperbolique. Contrairement aux apparences, cette notion de δ-hyperbolicité du groupe ne dépend pas du choix de l'ensemble S de générateurs, car elle est invariante par quasi-isométries (en).
Les groupes hyperboliques peuvent aussi être caractérisés comme les groupes G munis d'une action proprement discontinue par isométries sur un espace métrique propre, géodésique et hyperbolique X, de telle façon que l'espace (métrique) quotient X/G soit de diamètre fini.

## Exemples de groupes hyperboliques
- Groupes finis
- Groupes virtuellement cycliques
- Groupes libres de type fini et plus généralement, groupes munis d'une action à stabilisateurs finis sur un arbre, comme le groupe spécial linéaire SL(2,Z) : il agit sur l'arbre donné par le 1-squelette d'un pavage triangulaire d'ordre infini du plan hyperbolique et a un sous-groupe libre de rang 2 et d'indice 6 (par exemple l'ensemble des matrices de ce groupe congrues à I2 modulo 2).
- Groupe fondamental de la plupart des surfaces : celles dont la caractéristique d'Euler est strictement négative (par exemple la sphère à deux anses : la surface de genre 2).
- La plupart des groupes triangulaires (en) {\displaystyle \Delta (l,m,n)} : ceux pour lesquels {\displaystyle 1/l+1/m+1/n<1} (comme le groupe triangulaire (2,3,7) (en)).
- Groupe fondamental de toute variété riemannienne compacte à courbure strictement négative.
- Groupes munis d'une action cocompacte et proprement discontinue sur un espace CAT(k) propre avec k < 0 — cette classe de groupes englobe toutes les précédentes et conduit aussi à beaucoup d'exemples non liés à des arbres ou à des variétés.
- « La plupart » (en un certain sens) des groupes de présentation finie avec « beaucoup » de relations — voir « Groupe aléatoire (en) ».

## Exemples de groupes non hyperboliques
- Tout groupe possédant un sous-groupe isomorphe à ℤ2 est non hyperbolique[2],[3]. Ceci s'applique à tout réseau d'un groupe de Lie semi-simple de rang supérieur à 1, ainsi qu'au groupe fondamental π1(S3\K) du complément de tout nœud K non trivial.
- Plus généralement, tout groupe possédant un sous-groupe isomorphe à un groupe de Baumslag-Solitar BS(m,n) = ⟨a, b | bamb−1 = an⟩ est non hyperbolique.
- Dans un groupe de Lie semi-simple de rang 1, un réseau non uniforme (c.-à-d. à quotient non compact) est hyperbolique si et seulement si l'espace symétrique associé est le plan hyperbolique.

## Caractérisation cohomologique
En 2002, I. Mineyev a démontré que les groupes hyperboliques sont exactement les groupes de présentation finie pour lesquels le morphisme de comparaison, de la cohomologie bornée du groupe vers sa cohomologie usuelle, est surjectif en tous degrés ou, ce qui est équivalent, en degré 2.

## Propriétés
Les groupes hyperboliques ont un problème du mot décidable. Ils sont automatiques (car biautomatiques) et le sont même « fortement géodésiquement », c'est-à-dire qu'il existe sur le groupe un automate fini qui reconnaît l'ensemble des mots géodésiques.
François Dahmani et Vincent Guirardel ont démontré en 2010 que le problème de l'isomorphisme marqué est décidable pour les groupes hyperboliques, donc aussi le problème de l'isomorphisme (en), le problème de la conjugaison (en) et le problème de Whitehead des orbites dans Gn par automorphismes de G.

## Généralisations
Une généralisation de la notion de groupe hyperbolique importante est celle de groupe relativement hyperbolique (en). Elle est motivée par exemple par l'étude du groupe fondamental des variétés hyperboliques non compactes de volume fini (en particulier celles qui sont des compléments de nœuds), car ce groupe n'est généralement pas hyperbolique au sens de Gromov.
Un groupe G est dit hyperbolique relativement à un sous-groupe H si, après avoir contracté le graphe de Cayley de G le long des classes suivant H, l'espace métrique obtenu est δ-hyperbolique et vérifie une condition technique supplémentaire, qui assure que toutes les quasi-géodésiques joignant deux points passent approximativement par la même collection de H-classes et entrent et sortent de ces classes en approximativement les mêmes points.